# Raïon de Nijyn
Le raïon de Nijyn (en ukrainien : Ніжинський район) est un raïon situé dans l'oblast de Tchernihiv en Ukraine, dans le nord de l'Ukraine.
Le 18 juillet 2020, dans le cadre de la réforme administrative de l'Ukraine, le nombre de raions de l'oblast de Tchernihiv a été réduit à cinq et la zone du raïon de Nijyn a été considérablement étendue. Quatre raïons abolis, Bakhmach, Bobrovytsia, Borzna et Nosivka,
Son chef-lieu est Nijyn.

## Lieux d’intérêt
La réserve naturelle et culturelle Capitale de l'Hetmanat.

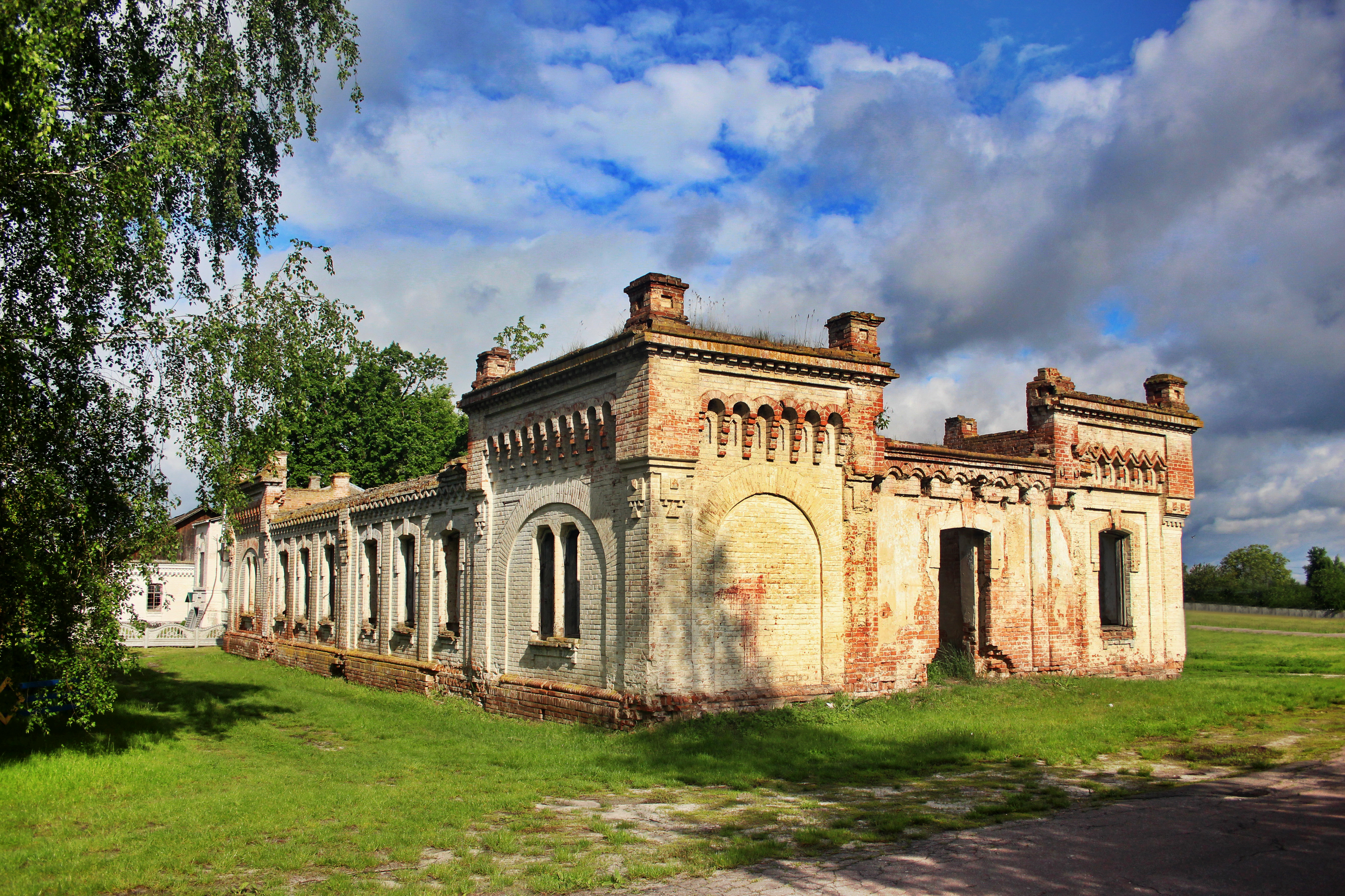
Le palais de Rakovitcha, classée[1],
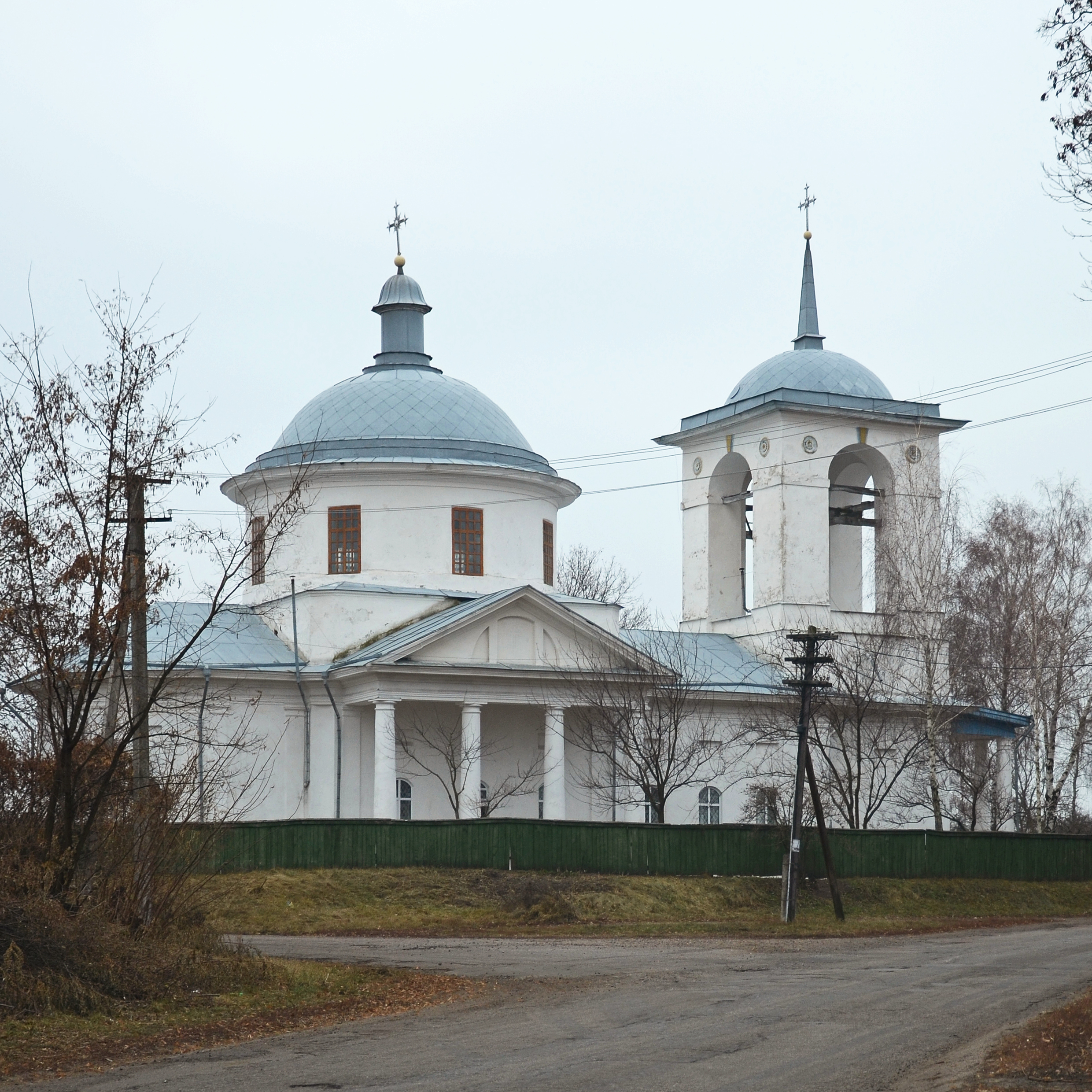
L'église saint-Michel à Bezoukhlivka, classé[2],
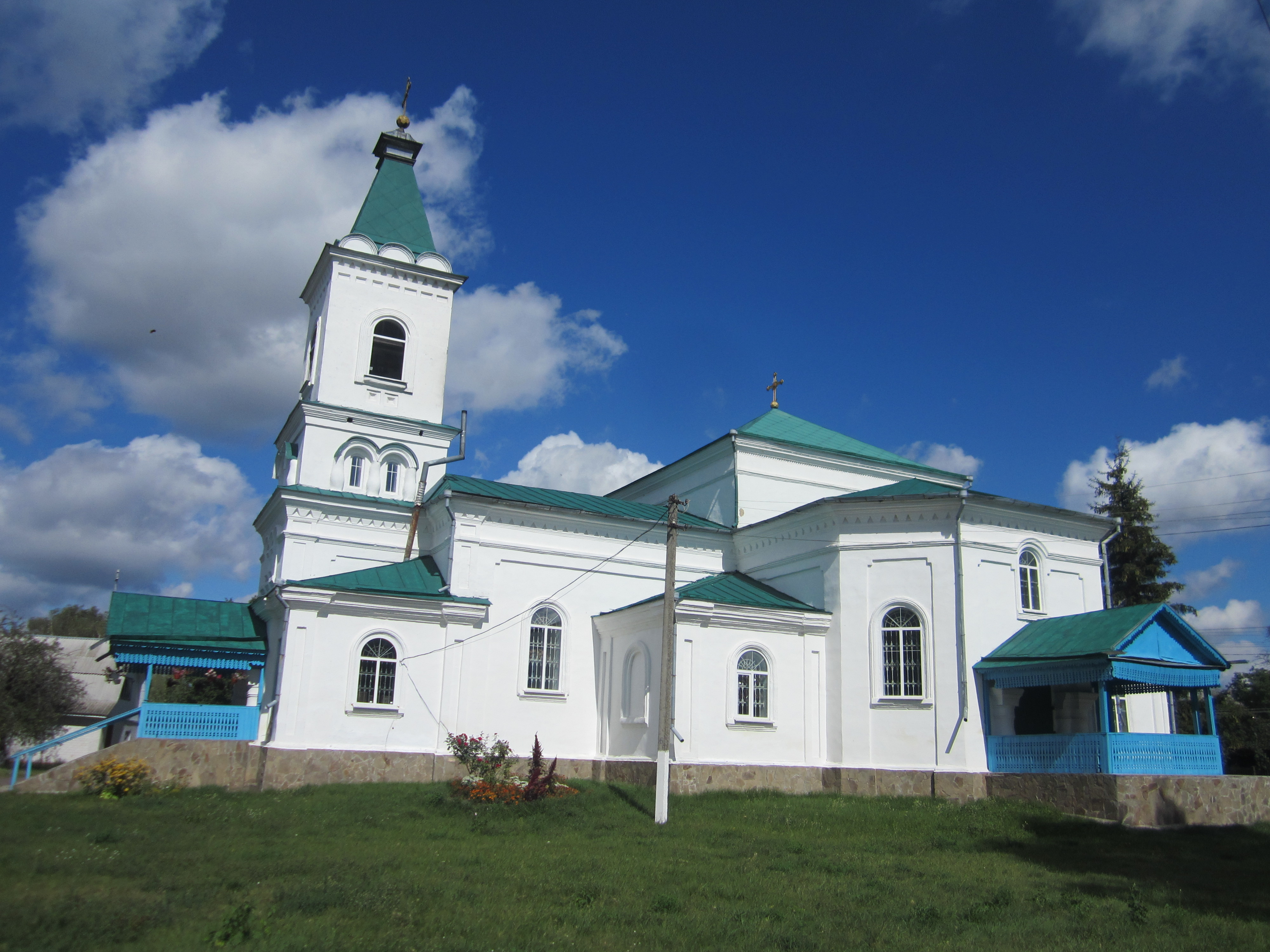
l'église st-Nicolas à Vertiïvka, classé[3],
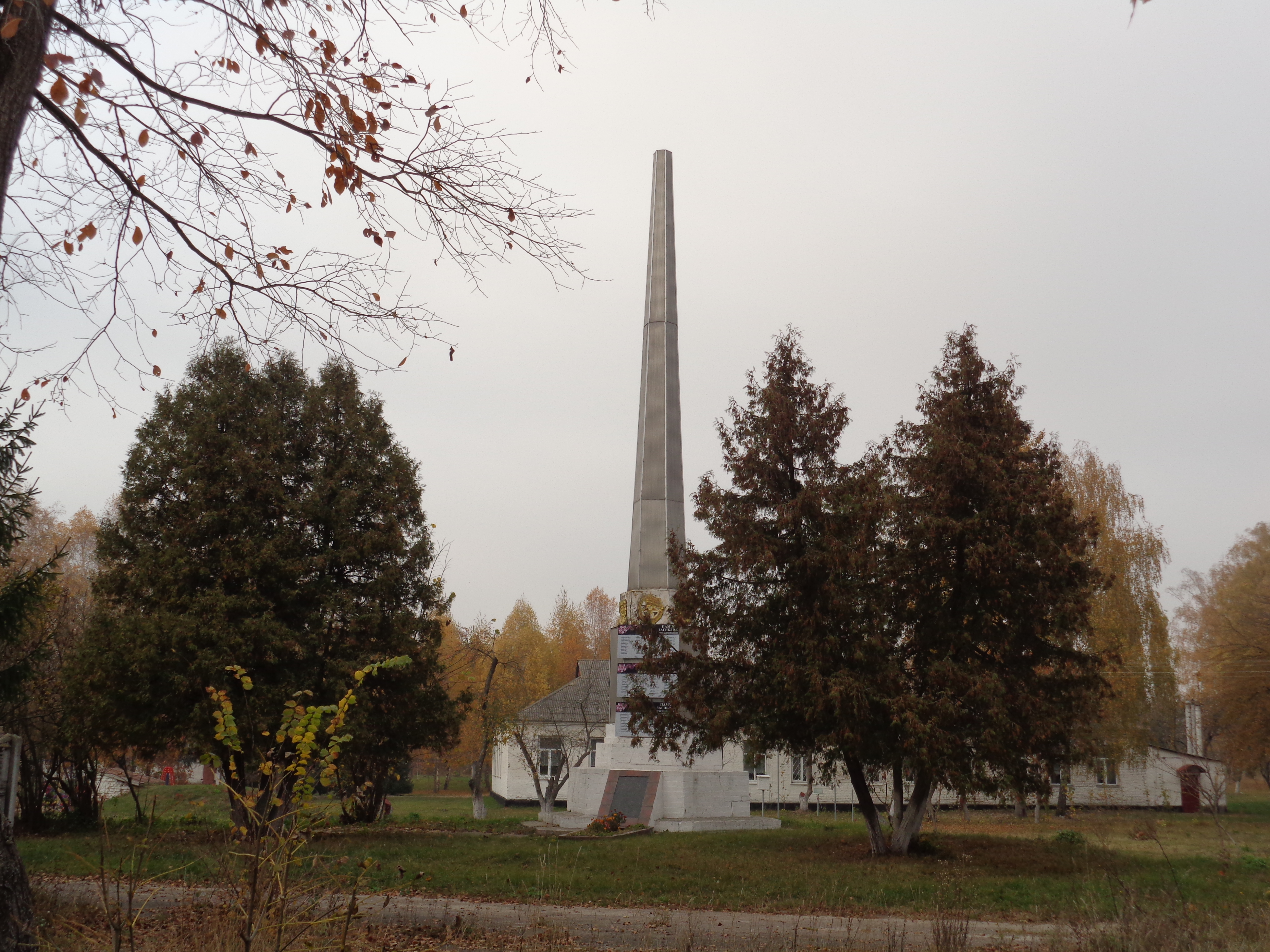
l’obélisque de Nijinski, 1945, classé[4],
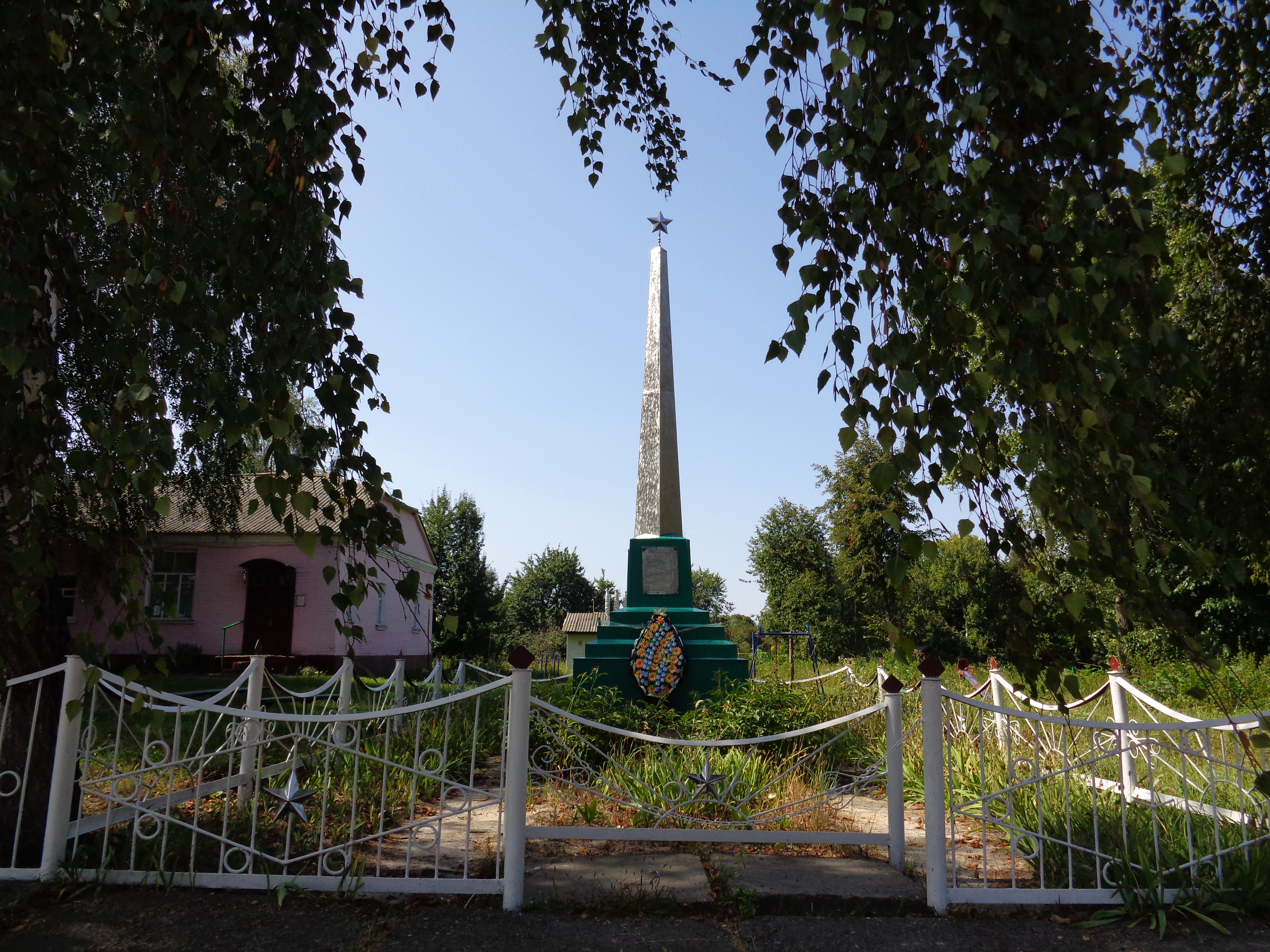
l’obélisque mémorial, classé[5],
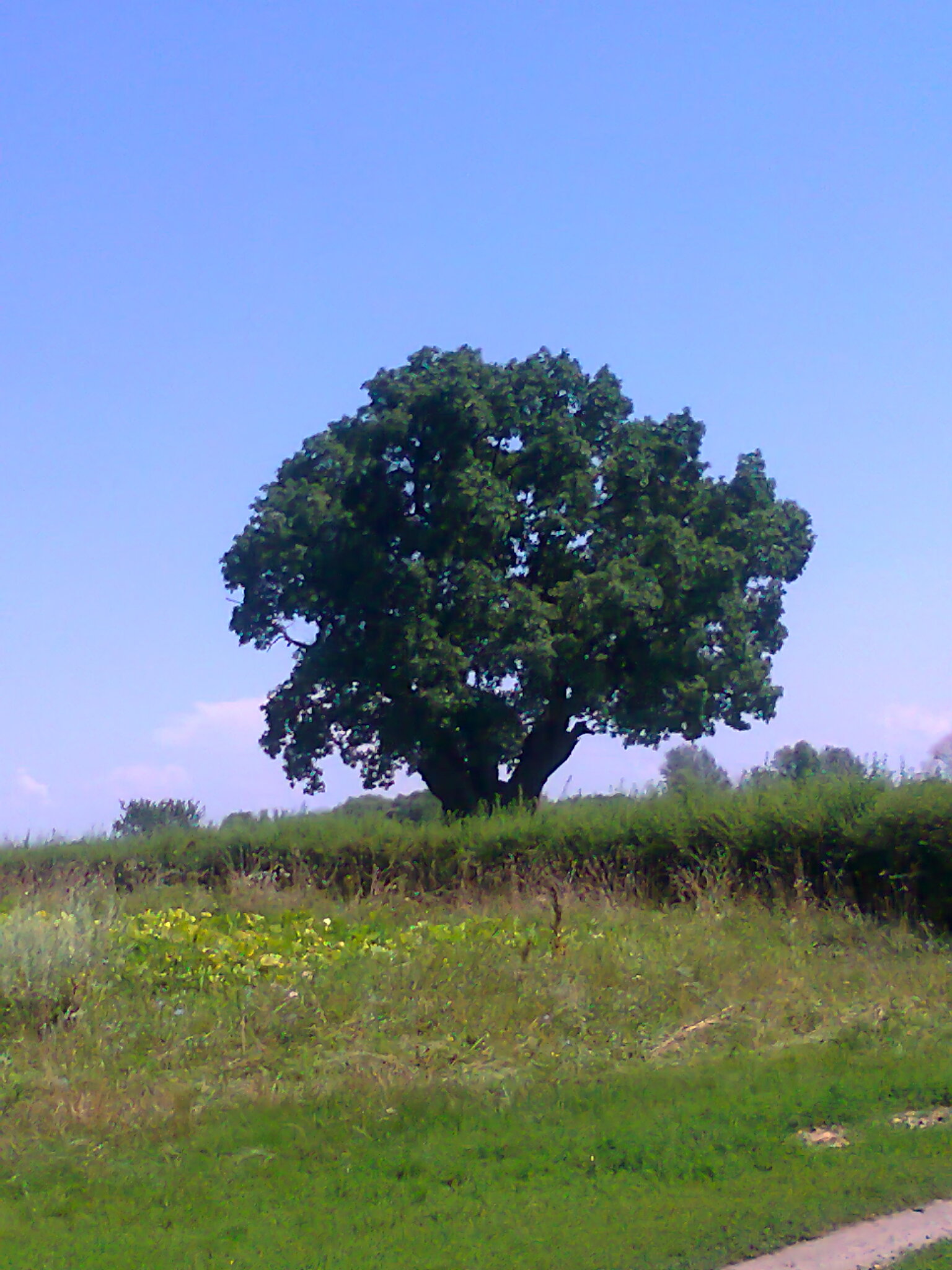
l'arbre hisotirque de Taras Chevtchenko, 1846, classé[6],
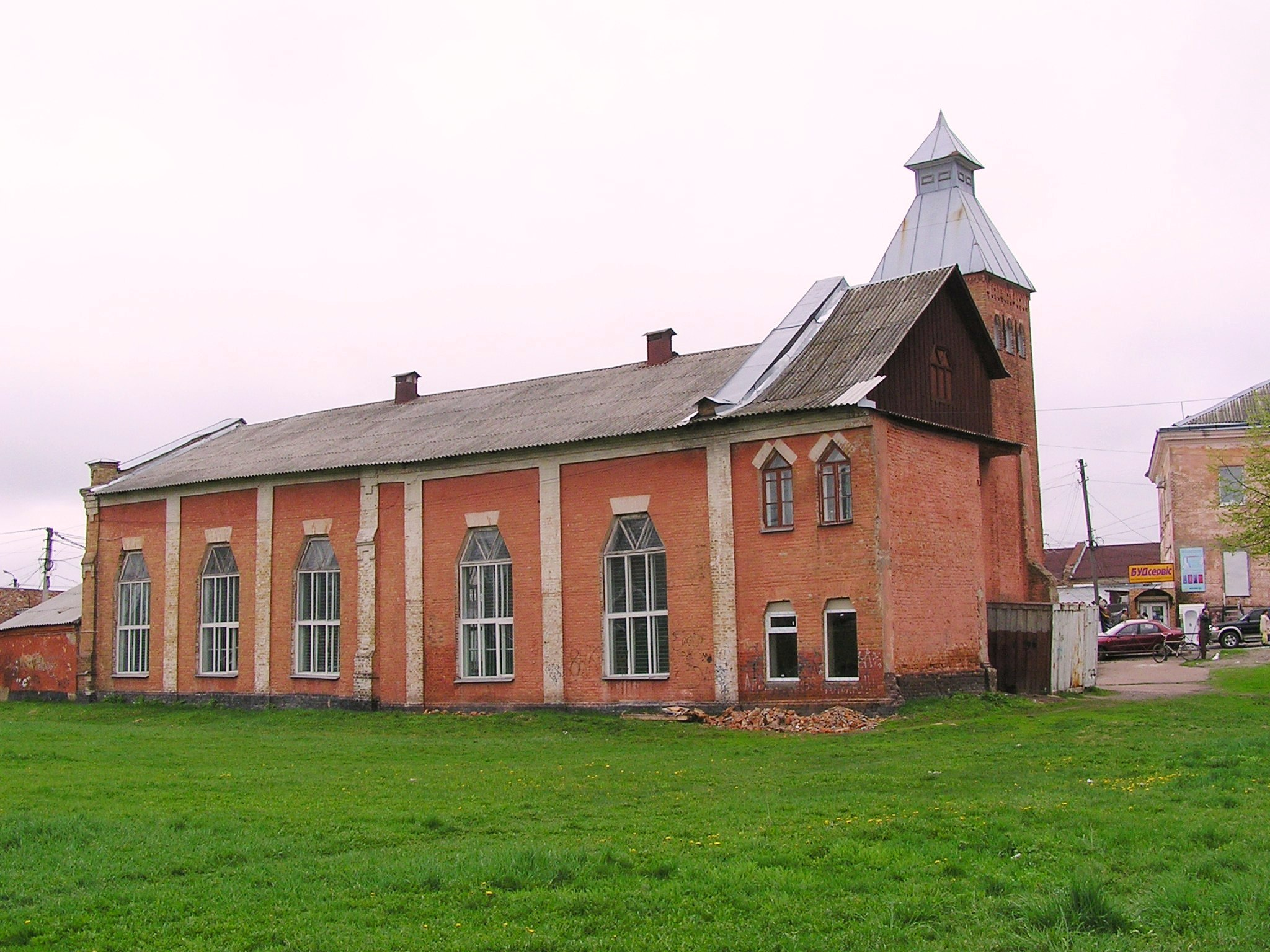
la première centrale électrique de Nijyn, 1914, classé[7].